# Quimberlito

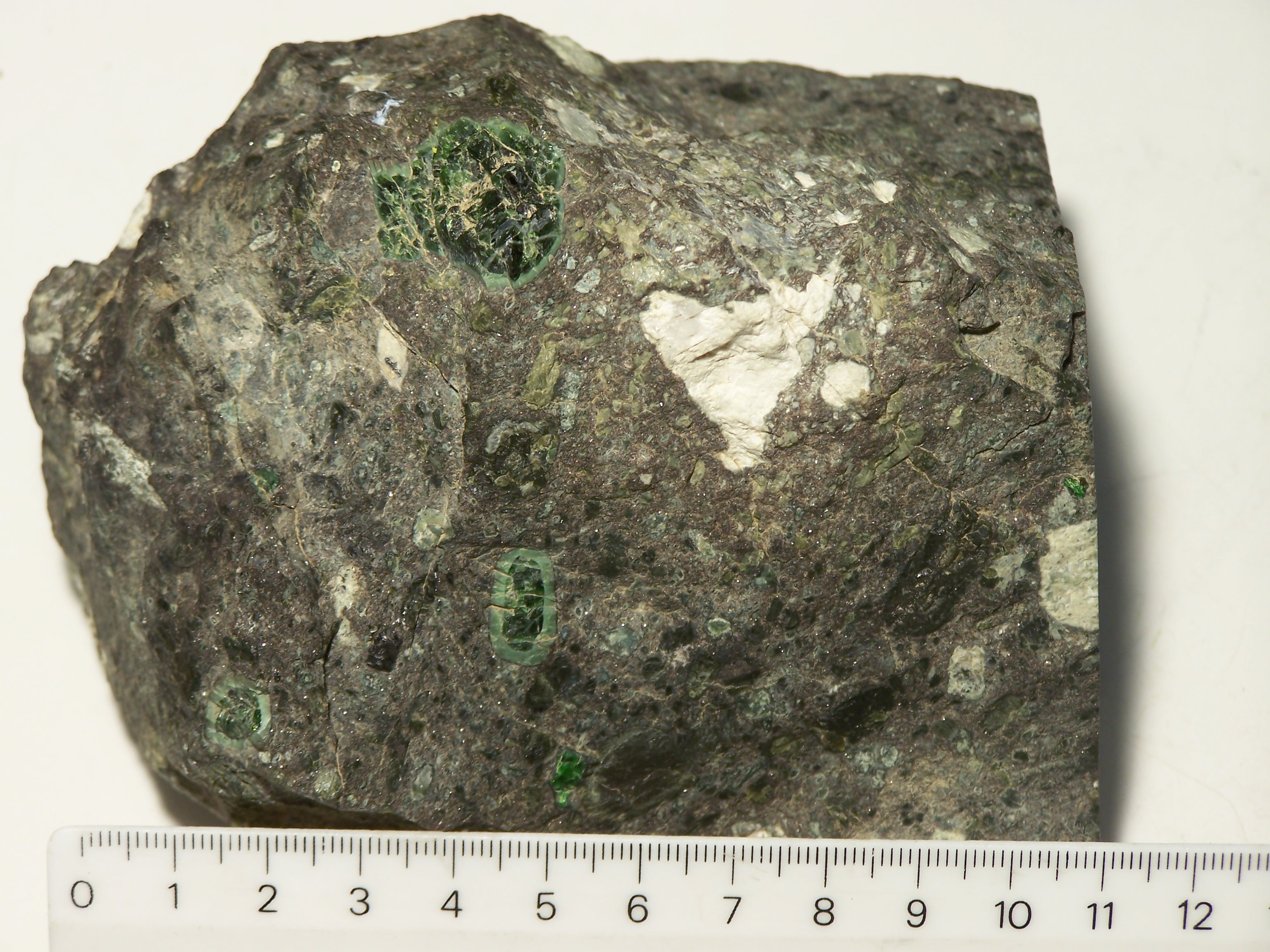
Quimberlito fotografado nos Estados Unidos, em 2008.

Quimberlito, também grafado como kimberlito, é uma rocha ígnea que pode conter diamantes. Na realidade, não é um tipo específico de rocha, mas sim um grupo complexo de rochas ricas em voláteis (dominante dióxido de carbono), potássicas, ultramáficas híbridas com uma matriz fina e macro-cristais de olivina e outros minerais como: ilmenita, granada, diopsídio, flogopita, enstatita e cromita.

## Formação
Os quimberlitos são formados pela fusão parcial do manto a profundidades maiores que 150 km. O magma quimberlítico durante sua ascensão do manto para a crosta, comumente, transporta fragmentos de rochas e minerais — também conhecidos como xenólitos e xenocristais (entre eles o diamante). O quimberlito pode trazer diamante até a superfície desde que tenha passado por regiões no manto/crosta que fossem ricas neste mineral e que sua velocidade de ascensão seja rápida o suficiente para não desestabilizar a estrutura do diamante, que caso contrário se converteria em grafite (polimorfo estável do carbono na pressão ambiente). Ressalta-se, portanto, que o magma que forma o quimberlito não é o produtor de diamante, apenas um meio de transporte.

## Grupos

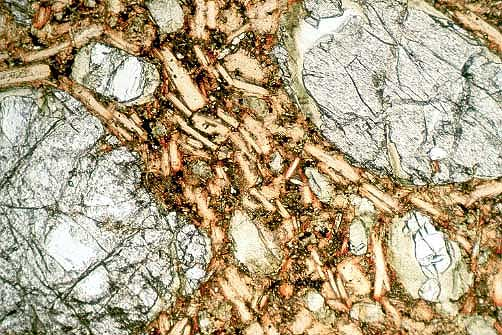
Amostra de quimberlita em seção delgada, em 2005. Os macrocristais de olivina (grande mineral incolor e arredondado) são cercados por uma matriz rica em flogopita (a flogopita é a de tonalidade marrom).

O clã dos quimberlitos são divididos em dois grupos:
Grupo ITipicamente ricos em dióxido de carbono e empobrecidos em potássio em relação aos do grupo II. Corresponde à rocha original encontrada em Quimberlei, na África do Sul;
Grupo IITipicamente ricos em água, apresentam matriz rica em micas e também calcita, diopsídio e apatita, e correspondem ao quimberlitos lamprofíricos ou micáceos.

## Ocorrências no Brasil
No Brasil diversos quimberlitos foram encontrados desde a década de 1970, no entanto, poucos foram estudados para a compreensão dos mecanismos de colocação destes corpos ou do tipo de manto amostrado por estes magmas.
As principais descobertas de quimberlitos no Brasil foram feitas inicialmente pela Sopemi, subsidiária do grupo sul-africano De Beers. A Sopemi descobriu clústeres com dezenas de quimberlitos em Minas Gerais, Goiás e Bahia, posteriormente, em Juína no Mato Grosso onde estabeleceu a sua primeira e última lavra no Brasil. Posteriormente, na década de 1990 a Rio Tinto usando intensivamente a aeromagnetometria e geoquímica descobriu outras dezenas de corpos quimberlíticos nas mesmas regiões antes trabalhadas pela De Beers. Entre 2004 e 2007 a Majestic Diamonds and Metals e Canadense a Vaaldiam descobriram e avaliaram algumas dezenas de novos quimberlitos. Ao contrário do que é publicado no Brasil vários corpos quimberlíticos foram avaliados por intermédio de sondagens, trincheiras, bulk-samplings e lavra-piloto de pequeno porte. Os quimberlitos mais conhecidos estão em Minas e Bahia estudados pela Sopemi e Vaaldiam, em Pimenta Bueno e Juína avaliados pela Rio Tinto, Vaaldiam e Diagem e em Goiás avaliados pela D10 Mineração.